# Fuorimetrica
Fuorimetrica è il primo album di Alex Baroni, realizzato con il gruppo Metrica, pubblicato dalla DDD - La Drogueria di Drugolo nel 1994.
L'album è stato ristampato nel 2007 con l'aggiunta del brano La lettera, inserito anche nella doppia raccolta postuma Alex Baroni Collection, dello stesso anno.

## Tracce
1. Rumore e musica – 4:14
2. Oceano – 5:20
3. Un grande cielo – 4:09
4. Sogni a mezzogiorno – 4:30
5. Non dimenticare Disneyland (feat. Eros Ramazzotti) – 5:24
6. Inutile – 3:34
7. Sosta – 4:42
8. L'amore ha sempre fame – 5:22
9. Anima – 4:19
10. L'ospite – 5:02
11. Sosta (Reprise) – 1:24
12. La lettera – 4:26 – solo nella ristampa